# Le Mantellate
Le Mantellate è una canzone scritta in dialetto romanesco da Giorgio Strehler, musicata da Fiorenzo Carpi, e portata al successo da Ornella Vanoni che la incise su 45 giri nel dicembre 1959..
Sullo stesso 45 giri è presente anche la celebre Ma mi.... In entrambe le canzoni gli arrangiamenti e la direzione d'orchestra sono di Fiorenzo Carpi.

## Origine
La canzone appartiene al repertorio delle cosiddette canzoni della mala, ideato intorno al 1957 dal regista Giorgio Strehler con alcuni autori prestigiosi, per un recital dell'allora esordiente Ornella Vanoni, a quei tempi sua compagna, e incentrato sul tema della malavita, avente per protagonisti ladri, poliziotti, malfattori, carcerati, minatori. 
Per alimentare la curiosità del pubblico, venne lasciato credere che si trattasse di autentici canti popolari ricavati da vecchi manoscritti. In realtà erano canzoni scritte appositamente da vari autori tra cui Fiorenzo Carpi e Gino Negri per le musiche, e Giorgio Strehler e Dario Fo per i testi, in quanto i canti popolari trovati non erano adatti a costruire un recital, soprattutto sotto l'aspetto della "forma canzone". In un primo momento il disco venne pubblicato riportando come "Anonimo" l'autore dei testi, ma successivamente, forse anche per un giusto riconoscimento del diritto d'autore, comparve il nome di Giorgio Strehler.

## Falso storico di due grandi autori
Falso storico perfettamente riuscito, la canzone è entrata nel repertorio tradizionale delle canzoni popolari romane, nonostante gli autori fossero un triestino (Giorgio Strehler) e un milanese (Fiorenzo Carpi).
La canzone racconta uno spaccato di vita ambientato nel carcere delle "Mantellate", la sezione femminile di Regina Coeli, la cui struttura era stata ricavata da un ex convento. Da qui l'accostamento delle celle oscure del carcere con quelle di un convento religioso. Alla canzone "finto popolare" è stato riconosciuto il merito di essere riuscita a veicolare contenuti universali, e non solo ancorati a certa romanità autoreferenziale.

## Altre versioni
Celebre è anche l'interpretazione che ne diede Gabriella Ferri che incise la canzone nel 1966.
Ornella Vanoni incise nuovamente il brano nel 1971 con arrangiamento di Gianfranco Lombardi, e ancora nel 1982 nell'album intitolato Oggi le canto così con arrangiamento di Fiorenzo Carpi.